# Charles Hunter
Charles Francis Hunter (ur. 3 maja 1892 w San Diego w  Kalifornii, zm. 21 listopada 1974 w San Francisco w Kalifornii) – amerykański lekkotaleta, olimpijczyk.
Reprezentował Stany Zjednoczone w biegu na 5000 metrów na Letnich Igrzyskach Olimpijskich 1920, które odbyły się w Antwerpii. W rundzie eliminacyjnej zajął 5. miejsce. Nie dotarł do dalszych etapów rozgrywek.